# Aguarunas
El pueblo  awajún (preferentemente denominado así por sus miembros, aunque también utilizan el término ii-nĩ-ia, que significa "uno de nosotros"), es un pueblo indígena originario de la selva amazónica peruana, con estrechas conexiones con el pueblo Shuar. Con una población de más de 50 000 personas, principalmente distribuidas en los departamentos de Amazonas, Cajamarca, Loreto y San Martín, los awajún son uno de los grupos étnicos más numerosos de la Amazonía peruana.

## Denominación
Anteriormente se les denominaba aguarunas, este nombre proviene del quechua y quiere decir gente salvaje, de awka (enemigo, salvaje) y runa (persona), nombre que en épocas pasadas también solía ser utilizado para denominar tribus vecinas tales como el pueblo Yagua. 
Sin embargo, en los últimos años el término aguaruna ha sido desplazado por el término "awajún", denominación con la que prefieren ser identificadas las comunidades de este pueblo, como forma de reivindicar su identidad cultural y su lengua. El Estado peruano, oficialmente reconoció la denominación awajún como principal forma de referirse a este pueblo tal y como consta en la Base de Datos de Pueblos Indígenas u Originarios (BDPI) del Ministerio de Cultura del Perú.

## Territorio
Los awajún se extendieron por toda la cuenca del río Cenepa, aledaña a la línea de frontera entre el norte del Perú y el sur de Ecuador (la Cordillera del Cóndor). Por esta ubicación fueron afectados directamente durante el conflicto armado entre Perú y Ecuador.[cita requerida]

## Características

### Grupo Lingüístico
Pertenecen al grupo lingüístico shuar, que abarca también a la lengua de los wampis, los shuar propiamente dichos y los achuar.

### Población
En el departamento de Amazonas, los awajún son mayoría entre los pueblos originarios (un 90% aproximadamente). El paso del tiempo ha determinado que, en gran medida, awajún y wampis se unan y conformen un solo pueblo. Viven en la provincia de Condorcanqui y forman un consejo awajún con alcaldes en distritos como El Cenepa, Nieva y Río Santiago.
Siendo por tradición migrantes, un gran contingente awajún se asentó en lo que hoy es el valle del Alto Junio, en el departamento de San Martín. Sin embargo, el aislamiento territorial en el que viven es el principal problema que afronta este pueblo. Su carácter libertario les obligó siempre a vivir marginados de la civilización occidental, cultivando, eso si, una riquísima vida espiritual incomprensible para la mayoría de peruanos.

### Manifestaciones culturales
Los hombres usan coronas de plumas o tawas. Los más viejos visten el itipac (traje) y la mujer el buchak. Tienen una rica tradición alfarera a cargo de las mujeres “la cerámica tradicional awajún se centra en la elaboración de vasijas, ollas y tinajas, a partir de varios tipos de arcillas, cenizas, resinas, látex, hojas y otros recursos naturales”. Y añade que “el aprendizaje de este arte es parte del dékamu (sabiduría ancestral) de las mujeres awajún, conocimiento que les permite transformar elementos del bosque amazónico en finas piezas de cerámica. Las mujeres múun (maestras) mantienen una tradición alfarera ligada a su cosmovisión"

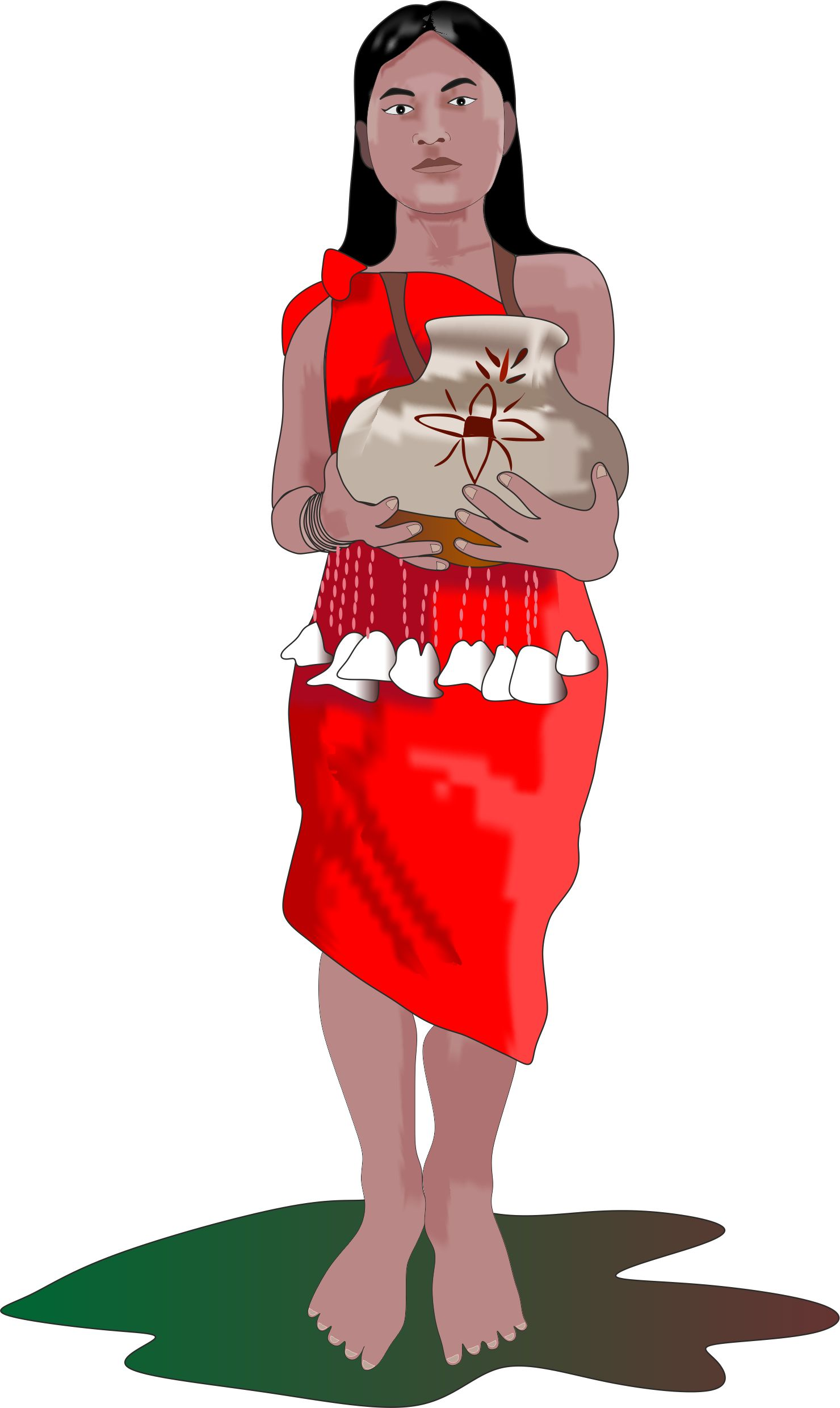
Woman of the awajun tribe, Peru.

## Cosmovisión awajún

### Dioses y diosas
En su mundo interior, cree en seis dioses: Etsa, o el padre Sol, destructor de un demonio de la génesis del mundo, llamado Ajaim; Nugkui, o madre tierra, que le da el cultivo y la arcilla para la cerámica; Tsugki, o madre del agua o del río, que vive en los ríos; Ajútap, o padre guerrero, un alma de los combatientes antiguos que trasmigra continuamente; y Bikut, o gran filósofo awajún, un legendario ser que se transforma en el toé, planta alucinógena que, mezclada con el ayahuasca, les hace conectarse con otros mundos superiores.
Para el pueblo awajún, todos los seres humanos tienen dos almas: la iwaji, que sube al cielo, y la iwakni, que se queda en la tierra como pequeño demonio. Para ellos, la selva está llena de almas, de hombres transformados en árboles o en animales. Curiosamente, para ellas y ellos, el Chullachaqui, conocido como temido diablillo en otras zonas amazónicas, es una entidad protectora de la ecología, un amigo de las plantas que sólo asusta a los depredadores de la naturaleza.

### Mística ceremonial
Sus ceremoniales místicos con toé y ayahuasca les permiten coloridas visiones de la selva, pues guardan un respeto sagrado a la Madre Naturaleza. El pueblo awajún mantiene un velo de hermetismo sobre estas ceremonias, aunque en otras partes, como en el Perú, son más accesibles e, incluso, recrean actuaciones turísticas.

### La reducción de cabezas
Desconociéndose casi todos sus ritos y costumbres, sí se hizo célebre en el mundo la práctica de "reducir cabezas". Efectivamente, este procedimiento, llamado tzantza, hacía que se momificase y conservara las cabezas de los enemigos como talismanes guerreros.
Esta práctica se realizaba decapitando el cadáver y luego extrayendo el esqueleto cefálico y facial de la persona. A continuación se curtía la piel con hierbas, taninos, chamizos y otros ingredientes; se le introducía arena caliente y se la planchaba. En el interior de esa piel que, de ese modo, se reducía de tamaño, se colocaba una piedra pequeña, como nuevo esqueleto, y se conserva el cabello. Así, después de cosida en sus ojos y boca, teñida y magistralmente preservada, se logra una "cabeza reducida".

## Instrumentos musicales
- Kitag También llamado Chak, es un violín hecho de madera de palo de balsa, con cuerdas de chambira.
- Pijun Instrumento de viento, similar a flauta con seis agujeros, hecho de hueso  de venado (japa).

### Contaminación
La población awajún se encuentra en peligro por la contaminación que sufren sus territorios ancestrales a causa de actividades extractivas como la minería ilegal para la extracción de oro en el río Cenepa.

## Líderes comunales
- Alfonso Graña
- Santiago Manuin Valera
- Evaristo Nugkuag Ikanam
- Luzmila Bermeo, presidenta de la Asoc. de artesanas
- Diana Bazán Jempekit, presidenta de la Asoc. de Ceramistas Awajún San Ignacio.